# Az angyalok is esznek babot
Az angyalok is esznek babot (eredeti cím: Anche gli angeli mangiano fagioli) 1972-ben bemutatott olasz–francia–spanyol filmvígjáték, amelynek főszereplői Bud Spencer és Giuliano Gemma. A filmet eredetileg Terence Hill-lel forgatták volna, ám ő ezt a Nevem: Senki forgatása miatt nem vállalta, így ez lett Spencer és Gemma egyetlen közös filmje. Az élőszereplős játékfilm rendezője E.B. Clucher, producere Thomas Sagone. A forgatókönyvet Tullio de Michel, J. Fortini, Ángel G. Gauna és Marie Claire Solleville írta, a zenéjét Guido és Maurizio de Angelis szerezte. A mozifilm a Tritone Cinematografica, a Les Productions Fox Europa és a Mundial Film gyártásában készült, a Cidif forgalmazásában jelent meg. Műfaja filmvígjáték.
Olaszországban 1973. március 22-én mutatták be a mozikban, Magyarországon feliratosan 1989. március 1-jén adták ki VHS-en, magyar szinkronos változattal 1998. augusztus 21-én a Duna TV-n vetítették le a televízióban.
Barboni ehhez a filmjéhez készített egy folytatást is, az Angyali jobbhorog címmel 1974-ben. Az angyalok is esznek babot stábjának számos tagja újra felbukkan itt, de Bud Spencer már nem vállalt el szerepet ebben az alkotásban.

## Cselekmény
A történet az 1930-as években, New Yorkban játszódik. Sonny (Giuliano Gemma) veszélyes álmodozó, aki azt gondolja magáról, hogy képes lenne megölni akár a maffia egyik vezérét is. Előtte egy birkózómeccset néz meg, ahol a maffia éppen lefizette az egyik résztvevőt, hogy veszítsen. Ám a birkózó semmi pénzért nem fekszik ki. A maffia inkább leleplezi a rejtélyes birkózót. Sonny viszont segít neki kimenekülni. Később megtudja, hogy a birkózó neve Charlie (Bud Spencer). Inkább elmondta, hogy ő menekítette ki a tömegből.
Egy lepusztult helyen tömegverekedés indul és összefogva elintézik a tömeget. Közben megjelenik a maffia. Kapnak egy ajánlatot, egy jó kis betársulást a maffiába. Közben egy barátság is létrejön. Ebből a tuti buliból  semmi pénzért nem maradnának ki. Amikor kiderül, hogy gengszterként nem állják meg a helyüket, mivel képtelenek a szegény boltosoktól behajtani a védelmi pénzt, új feladatot kapnak: végezniük kell az amerikai kongresszus egyik tagjával. A két jómadár pillanatok alatt a legnagyobb slamasztikában találja magát. Annyira megriadnak, hogy úgy döntenek, visszatérnek a békés polgári életbe. Ám ez nem is olyan egyszerű, tervek nélkül viszont pláne nem. Inkább ellentámadásba lépnek a bűnszövetkezet ellen.

## Szereplők
| Szereplő              | Színész             | Magyar hang      |
| --------------------- | ------------------- | ---------------- |
| Charlie Smith         | Bud Spencer         | Kránitz Lajos    |
| Sonny                 | Giuliano Gemma      | Mihályi Győző    |
| Angelo                | Robert Middleton    | Gruber Hugó      |
| Mackintosh felügyelő  | Bill Vanders        | Szokolay Ottó    |
| Gerace                | Steffen Zacharias   | Cs. Németh Lajos |
| Gerace szőke lánya    | Francy Fair         | Kiss Eszter      |
| Gerace barna lánya    | Lara Sender         | Bognár Anna      |
| O’Riordan szenátor    | George Rigaud       | Katona Zoltán    |
| Naka Kata             | George Wang         | Botár Endre      |
| Angelo jobbkeze       | Riccardo Pizzuti    | Rosta Sándor     |
| Bíró                  | Claudio Ruffini     | Albert Péter     |
| Gerace felesége       | Margherita Horowitz | Némedi Mari      |
| Olasz kereskedő       | Luigi Bonos         | Várkonyi András  |
| Angelo fegyvermestere | Mario Brega         | Salinger Gábor   |
| Judas, a besúgó       | Víctor Israel       | Uri István       |

## Érdekességek
- Claudio Ruffini, aki gyakran játszotta Bud Spencer és Terence Hill ellenlábasát más filmekben most egy meccset irányító bíró szerepében látható. Ugyanebben az évben forgattak egy másik vígjátékot is Olaszországban Società a responsabilità molto limitata címmel, ahol Ruffininek ismét egy pankrátor küzdelmet felügyelő bírót kellett eljátszania. A filmben a színész olyan öltözetben jelenik meg, mint Az angyalok is esznek babot-ban.

## Televíziós megjelenések
Duna TV, RTL Klub, Film+, RTL+ / RTL Három, Film+ 2